# Enligt Maria Magdalena
Enligt Maria Magdalena är en bok av författaren Marianne Fredriksson, utgiven 1997. Boken är en fiktiv beskrivning av hur Maria Magdalenas liv kan ha sett ut.